# Puerto de Londonderry
El Puerto de Londonderry (en inglés: Londonderry Port; irlandés: Dhoire Port;) es un puerto en Lisahally en el condado de Londonderry, Irlanda del Norte en el Reino Unido. Es el puerto más occidental del Reino Unido, que tiene capacidad para embarcaciones de 30 mil toneladas y acepta cruceros. El puerto actual está en la orilla este del río Foyle en el extremo sur del Lago Foyle, en el pequeño pueblo de Strathfoyle, cerca de 8 km al noreste de Derry. Es operado por los Comisionados del puerto de Londonderry, cuyos ex oficinas, están justo al norte de la muralla de la ciudad, y ahora son un museo.